# Света Троица (Радовиш)
Вижте пояснителната страница за други значения на Света Троица.
„Света Троица“ (на македонска литературна норма: „Свети Троица“) е православна църква в град Радовиш, източната част на Северна Македония. Част е от Брегалнишката епархия на Македонската православна църква – Охридска архиепископия. Темелният камък е поставен на 29 април 1997 година, а храмът е осветен на 12 октомври 2003 година от архиепископ Стефан Охридски и Македонски и всички архиереи на МПЦ. Ктитор е Ристо Гущеров. Иконите на иконостаса са на Калъчев от Гевгели, а фреските са дело на майстори от Украйна: Димитри Нагурни, Владимир Недайборч, Виктор Блинов, Юра Левченко, Владимир Цах, Владимир Бовхун, Лариса Мишченко, Георги Журавски. Резбата е на тайфата на Владимир от Галич, Украйна.